# Oncodelphax pullulus
Oncodelphax pullulus är en insektsart som först beskrevs av Karl Henrik Boheman 1852.  Oncodelphax pullulus ingår i släktet Oncodelphax, och familjen sporrstritar. Arten är reproducerande i Sverige.